# Graffiti Crimes
Graffiti Crimes è il primo album in studio del gruppo musicale neozelandese Mi-Sex, pubblicato nel luglio 1979 dalla CBS.

## Tracce
Lato A
1. Graffiti Crimes – 3:52
2. Wot Do You Want? – 2:57
3. But You Don't Care – 4:06
4. Not Such a Bad Boy – 2:45
5. Stills – 5:56

Lato B
1. Computer Games – 3:53
2. 21-20 – 3:17
3. I Wanna Be with You – 2:46
4. Camera Kazi – 5:31
5. A Loser – 2:57
6. Inside You – 3:23